# Walk the Line
Walk the Line ist eine Filmbiografie aus dem Jahr 2005 über das Leben des Country-Sängers Johnny Cash. Regie führte James Mangold, der zusammen mit Gill Dennis auch das Drehbuch schrieb, das auf den Biografien Man in Black sowie Cash: The Autobiography basiert. Die Hauptrollen spielen Joaquin Phoenix und Reese Witherspoon.

## Handlung

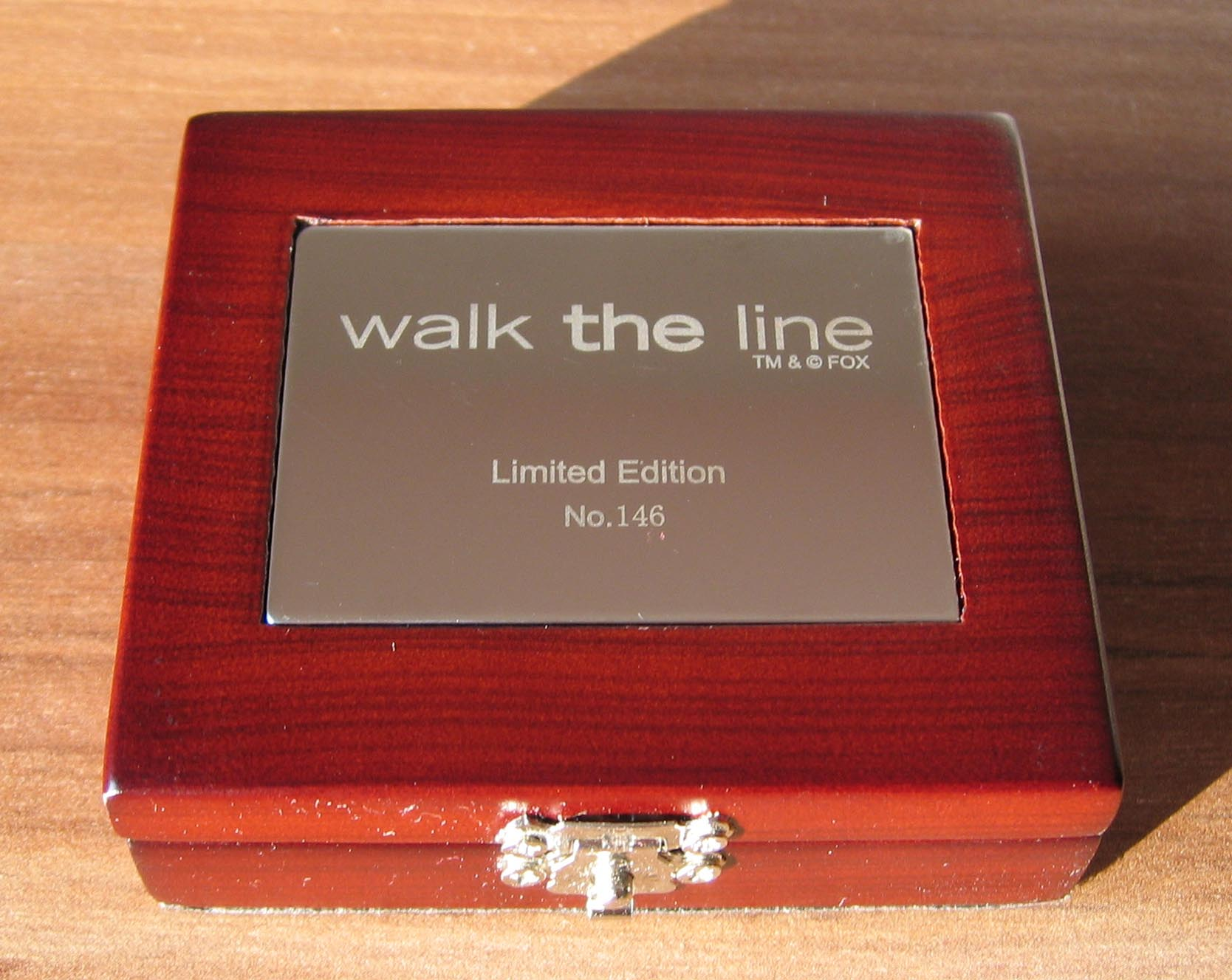
Anlässlich des Kinostarts von Walk the Line wurde eine limitierte Edition von Schatullen produziert, die jeweils ein nummeriertes Plektrum mit dem Aufdruck „Walk the line / No. …“ enthalten.

Die erste Szene eröffnet die Rahmenhandlung: Es ist 1968, und man wartet im Gefängnis Folsom State Prison auf Cashs Auftritt.
Die Rückblende beginnt 1944: J.R. Cash lebt mit Eltern und Geschwistern in ärmlichen Verhältnissen auf einer gepachteten Baumwollfarm in der Stadt Dyess in Arkansas. J.R. hört im Radio die junge Country-Sängerin June Carter; sein Vater Ray fordert ihn lautstark auf, das Radio auszuschalten. J.R. unterhält sich mit seinem älteren Bruder Jack darüber, dass dieser viel mehr Baumwolle pflücken könne als er und jede Geschichte aus der Bibel kenne. Der erwidert, dass J.R. dafür jedes Lied aus Mutters Gesangbuch kenne. Er singt in der Kirche und auf dem Feld mit seiner Mutter Carrie.
Eines Tages sägt Jack für einen Nachbarn Holz und schickt J.R., der bei ihm ist, zum Angeln. Jack wird kurz darauf bei einem Unfall mit der Kreissäge schwer verletzt und stirbt. Das angespannte Verhältnis des Vaters zu J.R. verschlechtert sich daraufhin nochmals, da er ihn für den Tod seines Lieblingssohns Jack verantwortlich macht.
1952 wird J.R., der bei der US Air Force nun den Namen John trägt, in Landsberg am Lech stationiert. Seine Mutter hat ihm bei seiner Abreise ihr Gesangbuch Heavenly Highway Hymns mitgegeben. In Deutschland kauft er seine erste Gitarre, eine Höfner, und schreibt seine ersten eigenen Songs, darunter den Folsom Prison Blues, zu dem ihn der Film Inside the Walls of Folsom Prison (deutscher Filmtitel: Meuterei im Morgengrauen) inspiriert hatte, der den Soldaten gezeigt wurde. Auch in der Ferne verfolgt er das Leben der Sängerin June Carter und liest, dass diese nun Carl Smith heiraten wird.
1955: Cash hat inzwischen seine Freundin Vivian Liberto geheiratet und ist mit ihr nach Memphis gezogen, seine Tochter Rosanne wurde geboren und seine Frau ist wieder schwanger. In seiner Freizeit spielt er mit den Automechanikern Luther Perkins und Marshall Grant Gospelmusik. Als Vertreter von Haushaltsgeräten geht er von Haus zu Haus, ist damit allerdings wenig erfolgreich. Seine Frau beschwert sich darüber, dass er sich offenbar mehr um seine Musik kümmert, als um den Unterhalt der Familie. Da sie mit der Miete im Verzug sind, haben sie nun auch eine Räumungsanordnung für ihre Wohnung erhalten. 
Eines Tages kommt Cash an einem Aufnahmestudio vorbei und lernt dessen Besitzer Sam Phillips kennen, der auch Gründer des Plattenlabels Sun Records ist. Wenig später gelingt es ihm, mit seinen beiden Mitmusikern bei ihm vorzuspielen. Bereits während der Darbietung eines Gospelsongs winkt Philips jedoch ab. Nach einer kurzen Diskussion spielt er ihm seinen selbstkomponierten Folsom Prison Blues vor. Philips bietet Cash daraufhin einen Plattenvertrag an.
Es folgen Tourneen von Johnny Cash und den Tennessee Two mit anderen Musikern, die ebenfalls bei Sun Records unter Vertrag sind, darunter Jerry Lee Lewis, Carl Perkins, Roy Orbison und Elvis Presley. Bei einem Auftritt in Texarkana lernt er erstmals auch June Carter persönlich kennen, die inzwischen ihre Scheidung bekanntgegeben hatte. Cash ist nun oft wochenlang unterwegs, und seine Frau sieht ihn nur noch selten, zudem ist sie über die anzügliche Fanpost von jungen Mädchen nicht begeistert. 
Neben exzessivem Konsum von Alkohol beginnt er, auch Tabletten zu nehmen, und wird drogenabhängig. Wegen dieser Abhängigkeit und seiner Unzuverlässigkeit will June Carter nicht weiter mit ihm gemeinsam auf Tournee gehen. 1958 unterzeichnet Cash einen neuen Plattenvertrag bei Columbia Records. Der Schlagzeuger W.S. Holland wird das dritte Mitglied der Begleitband von Johnny Cash, die sich nun Tennessee Three nennt.
1964 zieht Cash mit seiner Familie nach Casitas Springs in Kalifornien. Zu einer Preisverleihung im selben Jahr erscheint er an der Seite seiner Frau Vivian, trifft dort nach vielen Jahren erstmals wieder June Carter und kann sie dazu überreden, wieder mit ihm auf Tournee zu gehen. Nach einem gemeinsamen Auftritt 1965 in Las Vegas landen beide am Abend miteinander im Bett, und Carter bemerkt am Morgen danach, dass Cash entgegen seiner Behauptung immer noch tablettenabhängig ist. Bei einem späteren Auftritt steht er so stark unter Drogen, dass er auf der Bühne zusammenbricht und daraufhin seine Tournee abgebrochen wird. Bevor Carter ihn verlässt, sammelt sie alle Tabletten aus Cashs Zimmer und wirft sie weg.
Cash fährt nach Mexiko, um sich mit neuen Tabletten einzudecken, wird bei der Wiedereinreise in El Paso wegen Drogenschmuggel verhaftet und muss eine Nacht in einer Arrestzelle verbringen. Die Krise in der Ehe von Cash und Vivian Liberto steigert sich, und nach einer handgreiflichen Auseinandersetzung verlässt sie ihn mit den Kindern und reicht die Scheidung ein.
1966 bezieht Cash mit Waylon Jennings eine Wohnung in Nashville. Eines Tages macht er sich zu Fuß auf den Weg zu June Carter, um sie wieder zu einer gemeinsamen Tournee zu überreden. Auf dem Weg zurück bricht er nachts zusammen. Als er am Morgen wieder zu sich kommt, sieht er vor sich ein neu gebautes Haus in Hendersonville, das er spontan kauft und das seine neue Heimat wird. Zu einem Thanksgiving-Essen sind neben Carters auch seine eigenen Eltern anwesend. Cash, noch immer sichtlich tablettenabhängig, spricht seinen Vater auf den damaligen Unfall seines Bruders an. Der Vater lässt deutlich werden, dass er ihm noch immer eine Mitschuld gibt und ihn grundsätzlich verachtet, trotz Sorge bezüglich seines Suchtproblems.
Nach einem Unfall mit einem Traktor kommt June Carter, angetrieben von ihrer Mutter, dem resignierten Cash zu Hilfe. June und ihre Eltern Maybelle und Ezra halten sich in der Folgezeit öfter in seinem Haus auf, um ihn von seiner Sucht abzubringen, was ihnen auch gelingt. Durch Briefe von Gefängnisinsassen kommt Cash auf die Idee, ein Konzert im Folsom State Prison zu geben.
Die Rahmenhandlung wird wieder aufgenommen, als Cash mit seiner Band und June Carter am 13. Januar 1968 im Gefängnis auftritt und ein neues Album aufnimmt. Auf der Heimfahrt im Bus weigert sich June Carter zum wiederholten Mal, Cashs Frau zu werden. Während eines Konzertes in Ontario am 22. Februar 1968 macht Johnny ihr auf der Bühne während des Songs Jackson nochmals einen Heiratsantrag, den sie nun annimmt.
Die letzte Szene spielt auf Cashs Anwesen und zeigt ein glücklich verheiratetes Paar im Kreise seiner Eltern und Kinder. Es scheint, dass sich selbst das immer angespannte Verhältnis zu seinem Vater etwas gebessert hat.

## Hintergrund
- Der Filmtitel lehnt sich an Johnny Cashs Musiktitel I Walk the Line an. Die Textzeile „Because you’re mine, I walk the line“ (etwa: Weil du zu mir gehörst, benehme ich mich/befolge ich die Regeln[3]) bezog Cash auf seine Frau Vivian Liberto. Im Film fällt einmal der Begriff, als Cash mit seinen Musikerkollegen betrunken auf einer Bühne sitzt und June ihn mit Flaschen bewirft. In der Szene sagt sie „Y’all are gonna blow this tour. You can’t walk no line“ (etwa: Ihr werdet alle die Tour vermasseln. Ihr könnt keine Regeln befolgen.) In der deutschen Synchronisation heißt es „Ihr wisst nicht, wann das Maß voll ist“.

- Das Ehepaar Cash/Carter starb vor Beginn der Dreharbeiten: June Carter am 15. Mai 2003 und Johnny Cash am 12. September 2003. Beide waren jedoch im Vorfeld bei der Erstellung des Drehbuchs und der Produktion des Films eingebunden.
- Johnny Cash stimmte der Wahl von Joaquin Phoenix als Hauptdarsteller persönlich zu, er bewunderte ihn bereits für seine Darstellung im Film Gladiator.[4] June Carter Cash stimmte ebenso der Wahl von Reese Witherspoon für ihre eigene Rolle zu.[5]
- Phoenix und Witherspoon sangen alle im Film vorkommenden Stücke selbst ein.
- Die Dreharbeiten begannen am 28. Juni 2004 und endeten am 3. September 2004. Der Film wurde komplett in den USA gedreht.
- Kinostart in den USA war am 18. November 2005, in Deutschland am 2. Februar 2006. Im deutschen Free-TV war Walk the Line erstmals am 24. August 2008 bei RTL zu sehen.
- Die Produktionskosten werden auf rund 28 Millionen US-Dollar geschätzt. Der Film spielte in den Kinos weltweit etwa 186 Millionen US-Dollar ein, davon etwa 119 Millionen US-Dollar in den USA und circa 12,9 Millionen US-Dollar in Deutschland.[6]

## Kritiken
„Ein beklemmend schöner Film über die schwarze Seite des Glücks. Am schönsten ist Phoenix, wenn er lauscht, wenn er anderen zuhört – und man weiß nicht, ob er nicht eigentlich in sich versunken ist. Einmal will er Sam Phillips vorspielen, dem Boss von Sun Records, und der erklärt ihm, was er von ihm will. ‚Stell dir vor, ein Laster hat dich angefahren und du liegst sterbend im Rinnstein. Und du hast gerade noch die Zeit, einen Song zu singen. Einen Song, um Gott wissen zu lassen, was du empfindest über die Zeit, die du auf Erden verbracht hast … Das ist die Art Song, die Menschen wirklich rettet.‘ Die letzten Minuten im Rinnstein, das ist klassischer amerikanischer film noir. Das große Kino der Verlorenen, der Verlierer.“

„Damit möglichst viel Wahres im Film landet, plauderten Johnny und June bis zu ihrem Tod 2003 mit Regisseur Mangold bereitwillig über alte Zeiten, korrigierten mehrere Drehbuchfassungen, und Sohn John jr. diente dem Filmteam als Berater. ‚Walk The Line‘ ist also Cash-geprüft, obwohl Johnny einst ein Gedicht mit dem Titel ‚Don’t Make A Movie Out Of Me‘ verfasst hat. Ihm hätte der Film sicher gefallen. Jemand, der Jesus anbetet und dem Teufel verfällt, um durch die Liebe erlöst zu werden – die Geschichte klingt nicht nur wie ein verdammt guter Country-Song, sie musste auch genauso gerade heraus, simpel und bodenständig erzählt werden. Das Herz jedes Cash-Fans dürfte jedenfalls 136 Minuten lang – boom-chicka-boom! – höher schlagen. Oder tiefer?“

„Die Schlüsselmomente in Cash frühem Leben hakt ‚Walk the Line‘ brav ab, und würde Joaquin Phoenix Cash nicht so rastlos-manisch spielen, der Film wäre kaum weiter bemerkenswert. […] Woran ‚Walk the Line‘ letztlich scheitert, ist die Vermittlung von Mythos und Künstlerleben. Mangold kann nicht erklären, worin die anhaltende Faszination an Johnny Cash eigentlich besteht. Phoenix’ Cash ist im Grunde nichts weiter als ein großes Baby mit Vater-Komplex und unverarbeiteten Schuldgefühlen wegen des frühen Todes seines Bruders. Zwar suggeriert der Film einen vagen Zusammenhang zwischen Cashs familiären Verhältnissen und seiner wachsenden Spiritualität sowie seinem Faible für Tod und Verdammnis. Doch das spezifisch Interessante an ihm […] geht irgendwo in der filmischen Übersetzung verloren. Das mag auch daran liegen, dass Mangold zu früh aus Cashs Leben ausblendet. Es fällt schwer, sich ein wirkliches Bild von Cash zu machen, ohne seine Karriere in den Siebzigerjahren – mit dem späten Nixon, dem Aufkommen von Countryrock und der Kommerzialisierung des Nashville-Sounds – zu berücksichtigen. So wirkt Johnny Cash am Ende von ‚Walk the Line‘ seltsam unfertig, wie noch nicht voll entwickelt.“

„Cash trägt zwar Schwarz, hat moralisch aber bis zum Ende eine weiße Weste. So kann man vom dramatischen Standpunkt aus schon fast dankbar sein, dass Cash seinerzeit ja die Aufputschpille von Elvis nahm. Der folgende Drogensumpf wird zum dramatischen Schlüsselereignis für die zweite Hälfte des Films, ohne den die Ereigniskette nicht viel her gegeben hätte. Aber selbst hier bleibt Cash der letztlich Lammfromme, der unwillentlich Opfer der Pillensucht wird und es eigentlich, gerade seiner Frau zu Hause, doch nur recht machen wollte, sich aber, wie es nun geschieht, unsterblich in eine bekannte Sängerin verliebt. Und am Ende rockt der Wohltätige dann noch im Knast vor vermeintlichen Tätern, die doch wiederum wie er auch Opfer sind – die der Gesellschaft.“

## Auszeichnungen
- Oscar 2006
  - gewonnen:
  - Beste Hauptdarstellerin (Reese Witherspoon)
  - nominiert:
  - Bester Hauptdarsteller (Joaquin Phoenix)
  - Bestes Kostümdesign (Arianne Phillips)
  - Bester Schnitt (Michael McCusker)
  - Beste Tonmischung (Paul Massey, Doug Hemphill, Peter F. Kurland)

- Golden Globe Awards 2006
  - gewonnen:
  - Bester Film – Musical oder Komödie
  - Bester Hauptdarsteller – Musical oder Komödie (Joaquin Phoenix)
  - Beste Hauptdarstellerin – Musical oder Komödie (Reese Witherspoon)

## Filmmusik / Soundtrack
Für den Soundtrack zum Film (siehe auch Walk the Line (Soundtrack)) wurden von Cash-Darsteller Joaquin Phoenix neun Stücke selbst eingesungen, und auch Carter-Darstellerin Reese Witherspoon steuerte vier Titel bei. Beide Schauspieler nahmen dafür monatelang Gesangsunterricht, Phoenix lernte Gitarre und Witherspoon Autoharp spielen. Produziert wurde das Album von T-Bone Burnett. Es wurden fast keine Originalaufnahmen von Johnny Cash oder June Carter verwendet. Lediglich im Abspann ist das gemeinsame Duett Long-Legged Guitar Pickin' Man (geschrieben von Marshall Grant) aus dem Jahr 1967 zu hören. Auch die anderen Schauspieler wie Waylon Payne oder Tyler Hilton sangen selbst.
Nachfolgend findet sich die alphabetische Liste der verwendeten Musikstücke. Der Titel Cry! Cry! Cry! wurde in der offiziellen Version des Filmes nicht verwendet, ist aber auf der Soundtrack-CD in der Version von Phoenix zu finden.
1. Ain’t That Right (Snow) – Eddie Snow
2. Bob Bob Baby (Penner/Moore) – Wade and Dick
3. Boogie Blues (Peterson) – Earl Peterson
4. Candy Man Blues (Hurt) – Joaquin Phoenix, Johnny Holliday, Waylon Malloy Payne und Dan John Miller
5. Cartoon World (Sherwood) – ----
6. Cocaine Blues (Arnall) – Joaquin Phoenix
7. Dark Was the Night, Cold Was the Ground (Johnson) – Blind Willie Johnson
8. Defrost Your Heart (Claude/Cantrell) – Charlie Feathers
9. Didn’t It Rain (Knight) – Sister Rosetta Tharpe
10. Easy Does It (Lay/Duntap/Nicholey) – Lewis LaMedica
11. Engine 143 (Carter) – The Carter Family
12. Feelin' Good (Parker) – Little Junior’s Blue Flames
13. Folsom Prison Blues (Cash) – Joaquin Phoenix
14. Fujiyama Mama (Burrows) – Wanda Jackson
15. Get Rhythm (Cash) – Joaquin Phoenix
16. Ghost Town / Poem For Eva (Frisell) – Bill Frisell
17. Hey, Porter (Cash) – Joaquin Phoenix
18. Highway '61 Revisited (Dylan) – Bob Dylan
19. Home of the Blues (Cash/Douglas/McAlpin) – Joaquin Phoenix
20. I Got Stripes (Cash/Williams) – Joaquin Phoenix
21. I Miss You Already (Young/Rainwater) – Faron Young
22. I Walk the Line (Cash) – Joaquin Phoenix
23. I’m a Long Way From Home (Cochran) – Shooter Jennings
24. In the Sweet By and By (Trad.) – Gemeinde
25. I Was There When It Happened (Jones) – The Blackwood Brothers / Joaquin Phoenix, Dan John Miller und Larry Bagby
26. It Ain’t Me, Babe (Dylan) – Joaquin Phoenix & Reese Witherspoon
27. Jackson (Wheeler/Leiber) – Joaquin Phoenix & Reese Witherspoon
28. Juke Box Blues (Carter/Carter) – Reese Witherspoon
29. Lewis Boogie (Lewis) – Waylon Malloy Payne
30. Light of the Night (Tautz) – Werner Tautz
31. Long Legged Guitar Pickin' Man (Grant) – Johnny Cash / June Carter
32. Milkcow Blues Boogie (Arnold) – Tyler Hilton
33. Ring of Fire (Carter/Kilgore) – Joaquin Phoenix
34. Rock’n’Roll Ruby (Cash) – Joaquin Phoenix
35. Rock With Me Baby (Riley/Wallace) – Billy Lee Riley
36. She Wears Red Feathers (Merrill) – Guy Mitchell
37. That’s All Right (Crudup) – Tyler Hilton
38. The Sea of Galilee (Carter) – The Carter Family
39. Times A-Wastin' (Bryant) – Carl Smith & June Carter / Joaquín Phoenix & Reese Witherspoon
40. Try Me One More Time (Tubb) – Willie Nix
41. Volksmusik Medley (Famira) – Hans Glisha Orchestra
42. Wildwood Flower (Carter) – Reese Witherspoon
43. You Get To Me (Stuart) – Minnie and the Minuettes
44. You’re My Baby (Cash) – Jonathan Rice